# Mistrzostwa Europy w Koszykówce Mężczyzn 2011 (eliminacje)/Baraż o awans do ME 2011
W barażu o awans do ME w Koszykówce 2011 grają:
- Portugalia
- Węgry
- Finlandia

## Rozgrywki
| Msc. | Zespół     | M | W | P | K+  | K-  | Pkt |
| ---- | ---------- | - | - | - | --- | --- | --- |
| 1    | Finlandia  | 4 | 4 | 0 | 316 | 272 | 8   |
| 2    | Portugalia | 4 | 2 | 2 | 217 | 277 | 6   |
| 3    | Węgry      | 4 | 0 | 4 | 261 | 299 | 4   |

| 9 sierpnia 201120:30 | Portugalia                                                     | 71:66(19:21, 12:10, 23:15, 17:20) | Węgry                                                | Pavilhão Multidesportos, Coimbra Sędzia: Vicente Bulto, Aleksandar Glisic, Haydn Jones |
| 9 sierpnia 201120:30 | Pkt:Miguel Miranda 18 Zb:Carlos Andrade 9 As:Felipe da Silva 6 | 71:66(19:21, 12:10, 23:15, 17:20) | Pkt:Péter Lóránt 16 Zb:Márton Báder 7 As:Ádám Hanga4 | Pavilhão Multidesportos, Coimbra Sędzia: Vicente Bulto, Aleksandar Glisic, Haydn Jones |

| 12 sierpnia 201119:00 | Węgry                                                         | 73:75(24:23, 13:14, 15:24, 21:14) | Finlandia                                                         | Tiszaligeti Sports Hall, Szolnok Sędzia: Sreten Radovic, Zoran Sutulovic, Roberto Chiari |
| 12 sierpnia 201119:00 | Pkt:Ákos Horváth 15 Zb:trzech zawodników 7 As:Horváth, Lóránt | 73:75(24:23, 13:14, 15:24, 21:14) | Pkt:Teemu Rannikko 16 Zb:trzech zawodników 5 As:Petteri Koponen 5 | Tiszaligeti Sports Hall, Szolnok Sędzia: Sreten Radovic, Zoran Sutulovic, Roberto Chiari |

| 15 sierpnia 201119:00 | Finlandia                                                        | 68:56(15:15, 16:7, 20:18, 17:16) | Portugalia                                                             | Helsinki Ice Hall, Helsinki Sędzia: Miguel Perez Perez, Olegs Latisevs, Benjamin Barth |
| 15 sierpnia 201119:00 | Pkt:Huff, Tuukka Kotti 16 Zb:Shawn Huff 9 As:Rannikko, Koponen 4 | 68:56(15:15, 16:7, 20:18, 17:16) | Pkt:Andrade, António Tavares 11 Zb:Paulo Cunha 10 As:Felipe da Silva 3 | Helsinki Ice Hall, Helsinki Sędzia: Miguel Perez Perez, Olegs Latisevs, Benjamin Barth |

| 18 sierpnia 201120:30 | Węgry                                                 | 57:66(19:20, 9:25, 17:10, 12:11) | Portugalia                                                   | Tiszaligeti Sports Hall, Szolnok Sędzia: David Chambon, Petar Obradovic, Emin Mogulkoc |
| 18 sierpnia 201120:30 | Pkt:Ákos Keller 12 Zb:Márton Báder 11 As:Ádám Hanga 5 | 57:66(19:20, 9:25, 17:10, 12:11) | Pkt:João Santos 16 Zb:Carlos Andrade 11 As:Felipe da Silva 8 | Tiszaligeti Sports Hall, Szolnok Sędzia: David Chambon, Petar Obradovic, Emin Mogulkoc |

| 21 sierpnia 201119:00 | Finlandia                                                | 87:65(22:17, 22:22, 18:16, 25:10) | Węgry                                                     | Helsinki Ice Hall, Helsinki Sędzia: Ilija Belosevic, Volodymyr Drabikovsky, Apostolos Kalpakas |
| 21 sierpnia 201119:00 | Pkt:Koponen, Möttölä 13 Zb:Sasu Salin 12 As:Sasu Salin 3 | 87:65(22:17, 22:22, 18:16, 25:10) | Pkt:Obie Trotter 14 Zb:Lóránt, Báder 5 As:Hanga, Trepák 2 | Helsinki Ice Hall, Helsinki Sędzia: Ilija Belosevic, Volodymyr Drabikovsky, Apostolos Kalpakas |

| 24 sierpnia 201121:40 | Portugalia                                                  | 78:86(21:17, 24:13, 16:28, 17:28) | Finlandia                                                       | Pavilhão Multidesportos, Coimbra Sędzia: Luigi Lamonica, Emilio Perez, Regis Bardera |
| 24 sierpnia 201121:40 | Pkt:João Santos 19 Zb:Évora, Andrade 6 As:Felipe da Silva 9 | 78:86(21:17, 24:13, 16:28, 17:28) | Pkt:Petteri Koponen 26 Zb:Kimmo Muurinen 8 As:Petteri Koponen 9 | Pavilhão Multidesportos, Coimbra Sędzia: Luigi Lamonica, Emilio Perez, Regis Bardera |